# Kar met zwarte os
Kar met zwarte os (Car with Black Ox) is een schilderij van de Nederlandse kunstschilder Vincent van Gogh, in olieverf op doek, 60 bij 80 centimeter groot. Het werd geschilderd in juli 1884 te Nuenen en toont een zwarte os met een kar. Het werk bevindt zich in het Portland Art Museum te Portland.
Fred en Frances Sohn en hun familie hadden het werk in bezit sinds 1950. In 2007 gaven ze het schilderij als een gift aan het Portland Art Museum. Een vergelijkbaar schilderij dat in hetzelfde jaar werd gemaakt, genaamd Kar met roodbonte os, is in het bezit van het Kröller-Müller Museum te Otterlo.